# Windows Mobile
Windows Mobile este un sistem de operare dezvoltat de compania Microsoft special pentru dispozitive mobile sau care au limitări importante de capacitate de stocare, memorie, rezoluția ecranului și consumul de electricitate.

## Istoric Versiuni
Windows Mobile s-a bazat pe kernel-ul Windows CE începând cu sistemul de operare Pocket PC 2000.

### Windows CE
Corporația Microsoft a lansat prima versiune a Windows CE pe 1 noiembrie 1996, a fost proiectat pentru a fi ușor de utilizat.

### Pocket PC 2000
Pocket PC 2000 are numele de cod „Rapier”, a fost lansat în 2000 și s-a bazat pe Windows CE 3.0. Pocket PC-ul 2000 a fost destinat în principal pentru dispozitivelor portabile Pocket PC și asistent digital personal.
Singura rezoluție suportată a fost 240 x 320 (QVGA). Pocket PC 2000 a inclus Pocket Word, Excel Pocket, Pocket Outlook, Pocket Internet Explorer, Windows Media Player și multe altele.

### Pocket PC 2002
PocketPC 2002 a fost creat în Windows CE 3.0 pentru aparatele Pocket PC cu ecran QVGA (240 x 320)

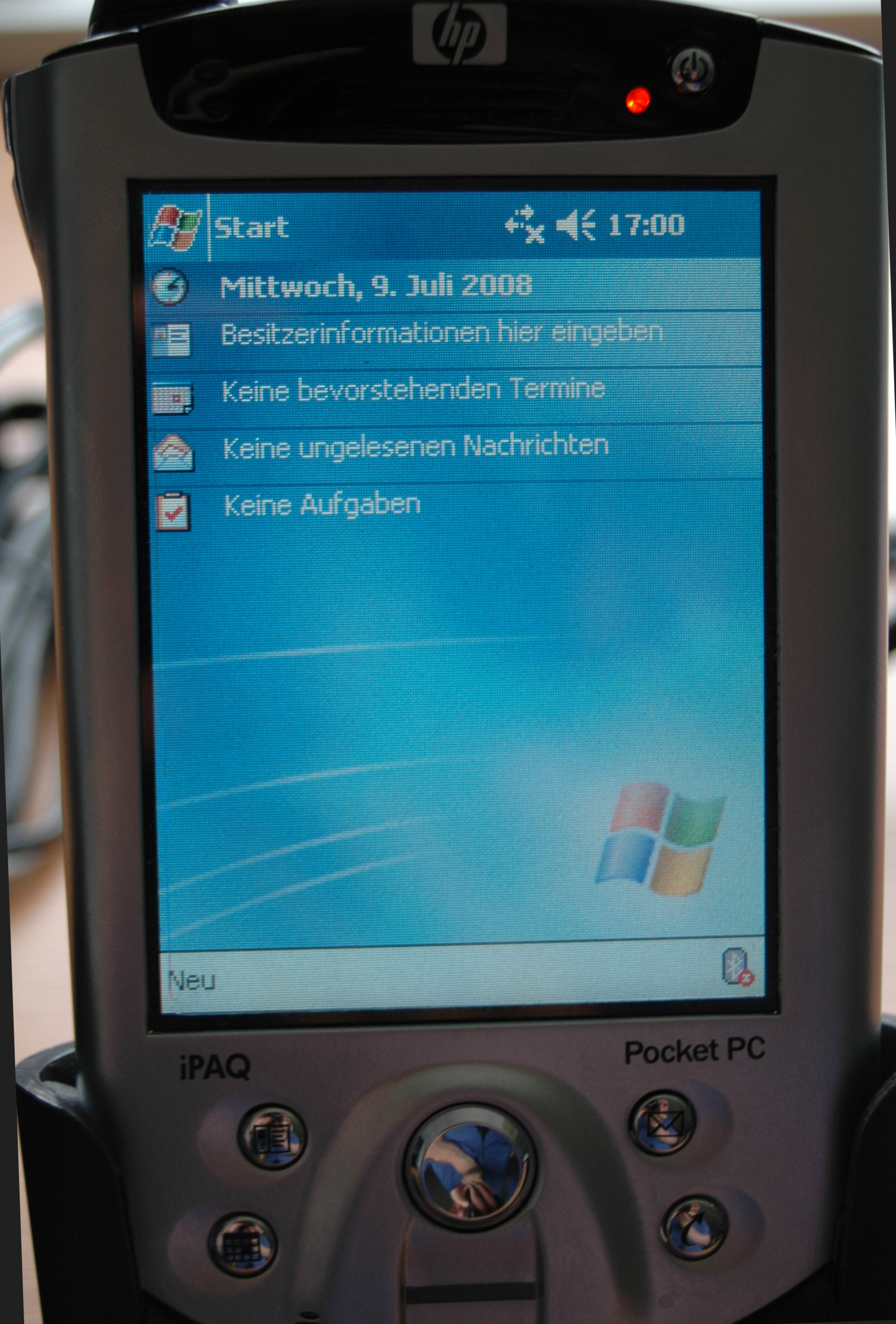
Un device cu Pocket PC 2003

### Windows Mobile 2003
Windows Mobile 2003 a fost lansat pe 23 iunie 2003 fiind prima versiune lansată sub emblema Windows Mobile. Windows Mobile 2003 este bazat pe Windows CE 4.2.
Windows Mobile 2003 a fost oferit în patru ediții pentru a răspunde segmentului de public specific: „Windows Mobile 2003 for Pocket PC Phone Edition”, „Windows Mobile 2003 for Pocket PC Professional Edition”, „Windows Mobile 2003 for Pocket PC Premium Edition” și „Windows Mobile 2003 for Smartphone Edition”. Aplicația Calendar aduce modificări vizibile cosmetice, Duminica este indicat în roșu în timp ce sâmbăta este prezentat în lumină albastră și oferă sprijin pentru vCalendar. Pocket Internet Explorer suportă HTML 4.01, XHTML, Cascading Style Sheets (CSS), JScript 5.5, 2.0 și WML. Aplicația Pocket MSN include suport pentru MSN Messenger, MSN Hotmail, Alerte și Web pe mobil.
Microsoft a îmbunătățit Connection Manager a adăugat Zero Configuration pentru rețelele Wi-Fi (cu suport nativ de securitate 802.1x), modem, conexiunile Ethernet și a adăugat suport Bluetooth nativ (împreună cu o Bluetooth manager). Conectarea la rețelele Virtual Private Networks (VPN) este mai simplă și a adăugat suport pentru IPv6 și IPSec/L2TP. Îmbunătățirile multimedia include suport pentru fișiere MIDI ca tonuri de apel și Windows Media Player 9.0 cu optimizare de streaming. Jawbreaker este un joc puzzle care este printre programele preinstalate.

### Windows Mobile 2003 Second Edition
Windows Mobile 2003 Second Edition a fost prezentat oficial pe 24 martie 2004 la Mobile Developer Conference.
Pocket Internet Explorer permite comutarea între modurile Portret și Peisaj. Suportă Wi-Fi Protected Access (WPA) dezvoltat de Wi-Fi Alliance pentru acces mai sigur la internetul wireless.

### Windows Mobile 5
Windows Mobile 5.0 cu numele de cod Magneto a fost lansat la Conferința Microsoft Mobile și Embedded Developers din 2005, în Las Vegas între 9-12 mai 2005. Windows Mobile 5.0 este livrat cu un Office Mobile actualizat care include pentru prima dată PowerPoint Mobile. Excel Mobile permite vizualizarea, crearea diagramelor grafice și Word Mobile permite editarea documentelor grafice. PowerPoint Mobile permite vizualizarea de prezentări PowerPoint, dar nu se pot crea prezentări.
Windows Mobile 5 suportă: 3G (EVDO și UTMS GSM), 2.5G (1xRTT și EDGE) GPRS, Bluetooth și WiFi. Bluetooth acceptă dispozitive HID: tastaturi și mouse prin Bluetooth fără a fi necesar un driver de la părțile terțe. Windows Mobile 5 suportă USB 2.0 și ActiveSync 4 susține conexiunile de mare viteză USB. Sincronizarea și transferul de fișiere este mult mai rapid atunci când este cuplat dispozitivul cu USB 2.0. Microsoft a ales să întrerupă sprijinul pentru sincronizarea ActiveSync 4 prin Wi-Fi. 
Windows Mobile 5 suportă rezoluțiile QVGA (240 x 320), VGA (640 x 480) și 240 x 240. 
Internet Explorer Mobile în Windows Mobile 5.0 este îmbunătățit. Oferă suport îmbunătățit de scripting (Javascript) și o bară de progres pentru a afișa progresul descărcare. Pocket MSN este alcătuită din grupul de programe care duce la serviciile MSN (Messenger, Hotmail, MSN Mobile și MSN Pocket Help). Windows Media Player 10 Mobile suportă redarea diferitelor tipuri de fișiere audio și video, inclusiv conținutul protejat (achiziționat și abonament) de la furnizori on-line și sprijină sincronizarea playlisturilor și albumul de artă.

### Windows Mobile 6
Vezi și: Windows Mobile 6
Windows Mobile 6 a fost lansat pe 12 februarie 2007 la 3GSM World Congress în Barcelona, Spania. Se bazează pe platforma Windows CE 5.2 și se integrează cu Windows Vista, Windows Live, Microsoft Office și Exchange 2007. Există trei versiuni diferite: „Windows Mobile 6 Standard” pentru telefoane fără touchscreen, „Windows Mobile 6 Professional” pentru Pocket PC-uri cu funcționalitatea de telefon și „Windows Mobile 6 Classic” pentru fără comunicare celulară radio. Windows Mobile 6 oferă posibilitatea de vizualizarea de e-mail-uri în format HTML, link-uri live de Web și site-urile SharePoint și este disponibil sincronizarea cu serverul de e-mail Exchange Server 2007, de la web-based și conturile Windows Live Hotmail sau alți furnizori de servicii. Suportă AJAX, JavaScript și XMLDOM pe Internet Explorer Mobile. VoIP suportă AEC (Acoustic Echo Cancelling) anularea ecoului acustic și codecul audio MSRT.
Windows Mobile 6 suportă rezoluțiile de ecran 320x320 și 800x480 de pixeli. Are aspecte mai corporative are are avantajul de gestionarea agendei unei companii, gestionarea de e-mailuri care utilizează funcții noi în Exchange Server 2007, sprijină aplicațiile Microsoft Line-of-Business (în baza cadrului. NET / SQL Server), capacitatea de a accesa informațiile stocate pe Exchange Server, SharePoint și partajările de fișiere Universal Naming Convention (UNC). SQL Server Compact Edition este instalat în ROM pe dispozitivele Windows Mobile 6 și are NET Compact Framework v2 SP2 preinstalat.
Storage Card Encryption pentru dispozitivele Pocket PC și Smartphone suportă criptarea datelor pe carduri externe de stocare amovibile.

### Windows Mobile 6.1

Ecranul Today la Windows Mobile 6.1

Microsoft a anunțat Windows Mobile 6.1 pe 1 aprilie 2008 care este o mică actualizare Windows Mobile 6. Internet Explorer Mobile nu suportă Flash, dar suportă Flash Lite, H.264 și Silverlight. IE Mobile are un motor de randare nou, bazat pe Internet Explorer 6 pentru desktop și un „Zoom Out” modul de previzualizare pagină completă. Microsoft a publicat o actualizare pe 11 noiembrie 2007 pentru Office Mobile care permite deschiderea și editarea fișierelor Microsoft Office 2007.

### Windows Mobile 6.5
Windows Mobile 6.5 a fost o modificare provizorie a Windows Mobile 6.1 care avea scopul eliminarea decalajul dintre versiunea 6.1 și Windows Mobile 7 care a fost lansat în 2010. Microsoft a prezentat Windows Mobile 6.5 la Mobile World Congress 2009 în februarie.
A fost lansat producătorilor pe 11 mai 2009 și primele dispozitive care rulează sistemul de operare a apărut la sfârșitul lunii octombrie 2009. 
Are o interfață de utilizator actualizată, unele caracteristici noi și navigarea este îmbunătățită datorită versiunii recente de Internet Explorer. Are două noi servicii Microsoft: My Phone și Windows Marketplace for Mobile.
My Phone este un serviciu de sincronizare pentru mesaje text, fotografii, video, contacte și mai mult pe web.
Windows Marketplace este un loc pentru dezvoltatorii pentru aplicații mobile care pot fi accesate de telefon și din web.